# 김소동
김소동(金蘇東, 1911년 6월 3일 ~ 1988년 11월 9일)은 대한민국의 영화감독 겸 대학 교수이다.

## 생애
그의 본관은 함창(咸昌)이고 호(號)는 동파(東坡)이며 경상북도 상주 출생이다.
1934년 서양고전음악평론가 첫 등단을 한 그는 이듬해 1935년 피아니스트 데뷔에 이어 같은 해 1935년 음반 프로듀서 데뷔하는 등 잠시 피아니스트 겸 음반 프로듀서 활약하다가 1943년에는 영화평론가 등단하였으며 광복이 도래한지 1년이 지난 1946년 《모란등기(牡丹登記)》로 영화감독 데뷔하였다. 1956년 《왕자호동(王子好童)과 낙랑공주(樂浪公主)》, 1957년 《아리랑》, 1958년 《돈》, 《오！ 내 고향》 등을 발표했다.
그의 작품 가운데 사극 작품을 제외한 그의 작품 세계는 늘 농촌을 무대로 하고 있으며, 도회지의 모순된 상황이나 위선 따위를 풍자 내지 고발하고 있다. 특히 《돈》에서는 이러한 비판 의식이 잘 부각되었으며, 제2회 영화평론가협회상을 받았다.

## 소속
- 前 한양대학교 연극영화학과 명예교수
- 前 중앙대학교 연극영화학과 전임교수
- 前 한국영화아카데미 원장

## 학력
- 1924년 경상북도 상주 함창보통학교 졸업
- 1930년 경성제1고등보통학교 졸업
- 1934년 일본 니혼 대학교 법학과 학사
- 1938년 일본 도쿄 중앙음악학교 학사
- 1951년 연희대학교 철학과 학사
- 1960년 연세대학교 대학원 철학과 철학석사
- 1969년 한양대학교 대학원 국어국문학과 문학석사
- 1972년 한양대학교 대학원 국어국문학과 문학박사